# یوخن کاروو
یوخن کاروو (به آلمانی: Jochen Carow) بازیکن فوتبال و مدافع اهل آلمان شرقی بود که از سال ۱۹۷۲ میلادی عضو تیم ملی فوتبال آلمان شرقی بوده‌است. وی در ۱ بازی ملی حضور داشته و در بازی‌های ملی‌اش گلی به ثمر نرساند. یوخن کاروو آخرین بازی ملی خود را در سال ۱۹۷۲ میلادی انجام داد.